# Никола Корица (књижевник)
Никола Корица (Мали Градац, Глина, 1946) српски је књижевник и професор.

## Биографија
Радио је као професор српског језика и књижевности у средњој школи. Уређивао је стручне часописе и књиге поезије.
У фокусу његовог књижевног стваралаштва је завичајна култура Срба из данашње Хрватске.
Добитник је награде Академије Иво Андрић.
Био је члан жирија за доделу књижевне награде „Сава Мркаљ”. Члан је Удружења књижевника Србије.
Живи и ради у Крњешевцима.

## Дела
- Испод кора непокора, песме (Сава Мркаљ, Топуско, 1994)
- Сан о ветру, песме (Сава Мркаљ, Нови Сад, 1996)
- Преко девет каменова, песме (Културно просветна заједница Стара Пазова, 1997)[4]
- Ђе ћемо сад?, 1997.[5]
- П(р)озвани па прогнани, 2001.[6]
- Вучија ћуд, 2012.
- Изабране пјесме, 2013.[7]